# Kašta
Kašta je bil kralj iz nubijske Kušitske dinastije in naslednik Alare Nubijskega. Njegovo ime (nomen) k3š-t3m, prečrkovano kot Kašta, se izgovarja morda  /kuʔʃi-taʔ/ in pomeni »iz dežele Kuš«. Ime se zato pogosto prevaja neposredno kot Kušit.

## Družina
Kašta je bil domnevno brat svojega predhodnika Alare. Alara in Kašta sta bila domnevno poročena s svojima sestrama. Sodobne raziskave kažejo, da za to ni nobenega trdnega dokaza.
Edina znana Kaštova žena je bila Pebačma, s katero je imel več otrok:
- kralj Pije, ki je bil najstarejši Kaštov in verjetno Pebačmin sin
- kralj Šabaka, omenjen kot brat Amenirdis I. in zato Kaštov in Pebačmin sin[3][4]
- kraljica Kensa, Pjeva žena in Kaštova[3] in verjetno Pebačmina hči[4]
- kraljica Peksater (ali Pekareslo), poročena s Pijem in pokopana v Abidosu; umrla je morda na Pijevem pohodu v Egipt;[4] Laming in  Macadam domnevata, da je bila Pebačmina posvojenka[5]
- Amonova božja žena Amenirdis I.; na njenem kipu je napis, da je Kaštova in Pebačmina hčerka
- Neferukakašta, Kaštova[4]  in morda Pebačmina hčerka[3]

## Kaštovo vladanje v Gornjem Egiptu
Kašta je vladal iz Napate, ki je približno 400 km južno od sedanje meje med Sudanom in Egiptom, vendar je imel zelo veliko oblasti tudi v Gornjem Egiptu, ker je uspel svojo hčerko Amenirdis I. namestiti  za naslednico  aktualne Amonove božje žene Šepenupet  v Tebah. Namestitev je bila ključna za širitev njegove oblasti v Gornji Egipt in uzakonjenje kušitske  oblasti v tebanski regiji. Madžarski strokovnjak za Kušite László Török trdi,  da je imel verjetno že Kašta kušitsko vojaško garnizijo v Tebah, da bi branila njegovo oblast v Gornjem Egiptu in preprečila morebitni napad iz Spodnjega Egipta.
Kaštov miren prevzem oblasti v Spodnjem Egiptu  Török pojasnjuje z dejstvom, da sta naslednika faraona Osorkona III. Takelot III. in Rudamon v drugi polovici 8. stoletja pr. n. št. in prvi polovici 7. stoletja pr. n. št. uživala v Tebah visok družben položaj. Njegovo trditev potrjujeta njuni razkošni grobnici v Tebah. Kaštovo oblast v Gornjem Egiptu potrjuje stela, odkrita v templju boga Hnuma na Elefantini (Asuan).  Na steli je njegovo ime ali priimek Nimaatre. Sodobni egiptologi domnevajo, da sta on ali verjetneje njegov naslednik Pije, omenjena na napisu v Vadi Gasusu.
Dolžina Kaštovega vladanja ni znana. Nekateri avtorji ga štejejo za ustanovitelja Petindvajsete egipčanske dinastije, ker je bil prvi kušitski vladar, ki je svoj vpliv razširil na Gornji Egipt. Med njegovim vladanjem se je nubijsko prebivalstvo med tretjim in četrtim Nilovim kataraktom hitro poegipčanilo in sprejelo egipčanske običaje, vero in kulturo. Nasledil ga je sin Pije.

## Pokop
Piramide v El Kurruju so grobnice Kašte in več njegovih naslednikov.  Na najvišjem delu  pokopališča so štiri grobne gomile (Tum. 1, 2, 4 in 5), vzhodno od  njih pa niz najmanj osmih piramid. Ena od njih je delno vrinjena  v Tum. 19. Najbolj južna piramida v nizu pripada najverjetneje Kaštovi ženi Pebačmi. Pred tem nizom je še en niz, v katerem  so Pijeva, Šabakova in Tanutamanijeva piramida.
Na južnem delu pokopališča so  piramide kraljic Naparaje (K.3), Kense (K.4), Kalhate (K.5) in Arti (K.6).